# Rendez-vous avec Rama
Rendez-vous avec Rama (titre original : Rendezvous with Rama) est un roman de science-fiction d'Arthur C. Clarke paru en 1973 puis publié en français en 1975.
Le roman évoque l'arrivée d'un vaisseau spatial cylindrique d'origine inconnue dans le système solaire en l'an 2130. Une expédition scientifique est dépêchée en direction du vaisseau et le visite. Il apparaît que le vaisseau est vide de toute vie intelligente extraterrestre. Seuls des robots biologiques appelés « biotes » sont découverts. Après une rapide exploration par les astronautes, le vaisseau quitte le système solaire.
Ce roman, considéré comme un des piliers de l’œuvre de Clarke et comme un classique de science-fiction dite dure, a remporté plusieurs distinctions, dont les prestigieux prix Hugo et Nebula.
L'ouvrage est le premier de la série Rama. Les trois romans suivants, Rama II (1989), Les Jardins de Rama (1991) et Rama révélé (1993) ont été coécrits avec Gentry Lee ; ce dernier a aussi écrit deux autres romans dans l'univers de Rama, Bright Messengers en 1996 et Double Full Moon Night en 2000.

## Résumé
En 2130, les radars terrestres repèrent un gigantesque objet qui, venu de l'espace stellaire profond, pénètre dans le système solaire. D'abord recensé comme l'astéroïde 31/439, on lui attribue le nom Rama en hommage au prince hindou Rama, avatar du dieu Vishnou, (« les astronomes [ayant] depuis longtemps épuisé la mythologie grecque et romaine »). On réalise que son envergure de 50 km de long par 20 km de diamètre et sa perfection géométrique impliquent nécessairement une origine extraterrestre.
L'équipe du vaisseau Endeavour, en mission de routine avant la découverte, est chargée d'aller à la rencontre du vaisseau, qui a déjà atteint l'orbite de Vénus, dans l'optique d'une éventuelle exploration.
Pendant ce temps, la « Commission Rama » réunit un panel de spécialistes et de représentants des mondes habités du Système solaire (« les Planètes unies ») afin de faire face à cette situation pour le moins inattendue.
Les astronautes de l'Endeavour, menés par le commandant Bill Norton, pénètrent dans Rama après avoir maîtrisé plusieurs sas. Ils commencent à explorer l'intérieur de l'immense cylindre.
Le vaisseau spatial contient plusieurs « cités » immenses et géométriques. Une mer de dix kilomètres de large est située au centre du vaisseau et des canaux d'eau encerclent le pourtour du vaisseau. Avec surprise, les astronautes découvrent que l'air de Rama est respirable pour les humains.
Durant l'exploration du vaisseau, Jimmy Pak propose au commandant Norton une méthode peu conventionnelle pour se rendre à l'autre bout de Rama. Il a emporté en contrebande dans l'Endeavour une sorte de vélo-avion ultra-léger servant à des courses sportives sur des astres à faible gravité, telle la Lune. Il propose de monter son vélo et de partir explorer une large zone du vaisseau inaccessible par la simple randonnée à pied. Après réflexion, le commandant donne son accord. Jimmy monte le vélo et part à l'aventure. Le voyage aller se déroule dans de bonnes conditions. Jimmy découvre une fleur, qu'il emporte (ce sera le seul exemple de vie végétale découverte lors de la mission). Cependant le retour est problématique. Des éclairs électro-magnétiques gênent le vol et déstabilisent le vélo. Jimmy ne parvient pas à accomplir en entier le chemin de retour, échouant sur un immeuble situé à 500 mètres du sol. Ses compagnons, venus en canot pneumatique à moteur depuis la mer cylindrique, cherchent à résoudre la difficulté. C'est un scientifique terrien qui propose une solution, qui sera mise en œuvre : Jimmy utilise une chemise en guise de parachute et profite de la faible gravité pour descendre en spirale jusqu'au sol.
Durant l'escapade de Jimmy, les astronautes ont fait une découverte. Rama contient d'étranges créatures chargées de « faire le ménage ». Elles vont de long en large, ne passant jamais par le même endroit. Elles semblent inoffensives ; elles n'attaquent pas les membres de l'expédition. De telles créatures sont vues aussi dans la mer cylindrique. Les créatures terrestres sont vite surnommées « crabes » et celles provenant de l'eau « requins ». L'une de ces créatures ayant connu un problème dans ses opérations de surveillance, Laura Ernst, médecin-chef de l'expédition, en pratique « l'autopsie ». La créature n'est pas un artefact métallique. Néanmoins elle n'a pas d'organe pour manger ou boire et ne dispose d'aucun organe reproducteur ou urinaire. Elle semble être un robot biologique, alimenté par d'étranges batteries internes non métalliques. Ces créatures, qui ont apparemment la mission de surveiller et de nettoyer le vaisseau, sont qualifiées de « biotes ».
Mais le commandant Norton est secrètement informé qu'un mini-vaisseau spatial, lancé récemment de Mercure en direction de Rama, pourrait contenir une charge nucléaire destinée à détruire le vaisseau extraterrestre. Il doit prendre ses dispositions pour éventuellement évacuer Rama dans les prochaines heures. Effectivement, lors d'une séance de discussions à la Fédération des Planètes Unies, l'ambassadeur de Mercure annonce que sa planète a lancé un missile nucléaire ultra-puissant en direction de Rama. Il est évident pour les dirigeants de Mercure que les créateurs de Rama disposent d'une technologie si avancée qu'en cas de confrontation, la Terre et les planètes sœurs n'auraient aucune chance de pouvoir se défendre. Il faut donc détruire Rama, qui constitue une immense menace potentielle pour le système solaire. L'ambassadeur mercurien enjoint au commandant Norton d'évacuer Rama dans l'heure.
Ce que tout le monde ignore, c'est que Norton a déjà envoyé l'un de ses ingénieurs, Boris Rodrigo, à bord d'une mini-fusée, en direction du missile. Arrivé à destination, Rodrigo a ouvert le système de commande, l'a neutralisé et a modifié le cap du missile. Ce dernier n'est donc plus une menace pour Rama.
Alors que Rama est en train de se rapprocher du soleil, le vaisseau signale un danger par diverses manifestations (départ précipité des biotes, alarmes stridentes, violents clignotements, modification du niveau de la mer cylindrique, etc.).
Les astronautes quittent alors Rama, regagnent Endeavour et s'apprêtent à retourner sur Terre. Ils constatent alors, à leur grande surprise, que Rama, au lieu de croiser à bonne distance du soleil afin de ne pas fondre, prend une trajectoire devant l'amener à frôler l'étoile. Au fur et à mesure de son approche, Rama se couvre d'un « cocon » qui la protège des rayonnements et de la chaleur du soleil. Après s'être rechargé de cette énergie, le vaisseau accélère et prend un cap en direction de l'espace profond, quittant le système solaire à une vitesse proche de celle de la lumière.
Dans le dernier paragraphe du roman, sur Terre, le scientifique Carlisle Perera se dit que « Les Raméens font tout par trois ».

## Thèmes
Le thème d'un vaisseau énigmatique entrant dans le système solaire a été utilisé par d'autres romanciers, Greg Bear, dans sa trilogie : Éon, Éternité et Héritage, John Varley, dans sa trilogie de Gaïa : Titan, Sorcière, Démon, Fritz Leiber dans Le Vagabond.

### Le monde dansRendez-vous avec Rama
Dans l'univers du roman, le système solaire est en partie colonisé. Seules les géantes gazeuses et Vénus ne sont pas habitées.
L'ambassadeur de Ganymède représente Jupiter, inhabitée, et une cinquantaine de satellites joviens ; l'ambassadeur de Titan représente Saturne, inhabitée, ses anneaux et sa trentaine de satellites ; l'ambassadeur de Triton, satellite de Neptune, représente cette planète inhabitée et ses trois autres satellites, Uranus et ses huit satellites (tous inoccupés), Pluton et sa lune, ainsi que « Perséphone », une planète hypothétique sans satellite.
Le projet Spaceguard, mis sur pied en 2077 après qu'une météorite a fait 600 000 morts et des dommages considérables en percutant l'Italie du Nord, recense et surveille les objets susceptibles de croiser la trajectoire de la Terre.

### Le vaisseau
Rama est un cylindre parfait, de type cylindre O'Neill, d'environ 50 km de longueur et 20 km de diamètre extérieur, d'un « gris triste et terne », ressemblant « assez drôlement à n'importe quel chauffe-eau électrique. »

### Personnages
Le roman suit deux groupes de personnages, l'équipage du vaisseau de recherche de la Sûreté solaire Endeavour ainsi que la Commission Rama de l'Organisation scientifique des Planètes unies.
L’équipage de l’Endeavour comprend plus de 20 personnes, dont plusieurs participent activement à l'exploration :
- commandant William Tsien Norton,
- lieutenant de vaisseau Karl Mercer, ingénieur et officier de bio-intendance,
- lieutenant Joe Clavert,
- lieutenant Jimmy Pak,
- ingénieur Willard Myron,
- médecin-commandant Laura Ernst, officier de santé,
- lieutenant Boris Rodrigo, officier radio et adepte de la Cinquième Église du Christ cosmonaute,
- sergent Ravi MacAndrews, tuteur des quatre super-chimpanzés,
- officier de pont Jerry Kirchoff,
- sergent Ruby Barnes, sous-officier,
- sergent Pieter Rousseau.

Il comprend aussi quatre « super-chimpanzés » intelligents :
- Blackie,
- Blondie,
- Goldie,
- Brownie.

La Commission Rama comprend :
- des ambassadeurs de ses sept membres
  - le Dr Bose, de Mars,
  - des représentants de Mercure, de la Terre, de Luna, de Ganymède, Titan et Triton ;
- et des spécialistes
  - Pr Olaf Davidson (astrophysicien),
  - Dr Thelma Price (archéologue),
  - Dr Carlisle Perera (exobiologiste),
  - Dennis Salomon (historien des sciences),
  - Conrad Taylor (anthropologue),
  - Sir Lewis Sands (historien).

## Prix et récompenses
Le roman Rendez-vous avec Rama a remporté de nombreux prix littéraires :
- Prix Nebula du meilleur roman 1973
- Prix British Science Fiction du meilleur roman 1973
- Prix Hugo du meilleur roman 1974
- Jupiter Award (en) du meilleur roman 1974
- Prix John-Wood-Campbell Memorial 1974
- Prix Locus du meilleur roman 1974

## Éditions
- Rendezvous with Rama, Victor Gollancz Ltd, juin 1973, 256 pages  (ISBN 0-575-01587-X)
- Rendezvous with Rama, Harcourt Brace Jovanovich (en), août 1973, 303 pages  (ISBN 0-15-176835-8)
- Rendez-vous avec Rama, trad. Didier Pemerlé, Robert Laffont, coll. Ailleurs et Demain no 36, avril 1975, 304 pages
- Rendez-vous avec Rama, trad. Didier Pemerlé, J'ai lu, coll. Science-fiction no 1047, 1ertrimestre 1980, 256 pages, couv. Christopher Foss  (ISBN 2-277-21047-1)
- Rendez-vous avec Rama, trad. Didier Pemerlé, Robert Laffont, coll. Ailleurs et Demain no 36, mars 1983, 304 pages  (ISBN 2-221-00083-8)
- Rendez-vous avec Rama, trad. Didier Pemerlé, J'ai lu, coll. Science-fiction no 1047, février 1985, 256 pages, couv. Christopher Foss  (ISBN 2-277-21047-1)
- Rendez-vous avec Rama, trad. Didier Pemerlé, J'ai lu, coll. Science-fiction no 1047, octobre 1996, 256 pages  (ISBN 2-290-01047-2)
- Rendez-vous avec Rama, trad. Didier Pemerlé, J'ai lu, coll. Science-fiction no 1047, mars 1999, 256 pages  (ISBN 2-290-01047-2)
- Rendez-vous avec Rama, trad. Didier Pemerlé, J'ai lu, coll. Science-fiction no 1047, avril 2002, 256 pages  (ISBN 2-289-32089-7)
- Rendez-vous avec Rama, in volume : Rama, l'intégrale - 1, trad. Didier Pemerlé, J'ai lu, coll. Semi-poche no 5075, octobre 2006, 736 pages, couv. Tomislav Tikulin  (ISBN 2-290-00037-X)
- Rendez-vous avec Rama, trad. Didier Pemerlé, J'ai lu, coll. Science-fiction no 1047, mars 2008, 256 pages, couv. Tomislav Tikulin  (ISBN 978-2-290-32089-1)
- Rendez-vous avec Rama, in volume : Rama, l'intégrale - 1, trad. Didier Pemerlé, J'ai lu, coll. Semi-poche no 5075, juin 2008, 736 pages, couv. Tomislav Tikulin  (ISBN 978-2-290-00037-3)

Un livre audio a été publié le 15 février 2018 par Audible Studio, lu par Pascal Casanova.
Si Rendez-vous avec Rama a été traduit par Didier Pémerlé, en revanche les trois romans ultérieurs ont été traduits par Jean-Pierre Pugi.

## Adaptations

### Jeux vidéo
En 1984, le livre a été adapté en jeu d'aventure textuelle par Trillium Corp (devenu plus tard Telarium) ; Rendezvous with Rama fonctionnait sur DOS, Commodore 64, Apple II et MSX. Ron Martinez, responsable de l'adaptation du roman, a créé en 2000 le jeu en ligne multijoueur 10Six.
En 1996, ce roman et le livre Rama II ont inspiré le jeu vidéo d'aventure Rama (créé par Sierra Entertainment), dans le style du jeu Myst, où Clarke apparait parfois pour conseiller le joueur.

### Radio
En 2009, Mike Walker a fait une adaptation radiophonique en 2 parties pour BBC Radio 4, dans le cadre de leur saison 2009 de science-fiction. L'adaptation a été diffusée pour la première fois en mars 2009 (partie 1 : le 1er mars 2009 ; partie 2 : le 8 mars 2009).

### Cinéma
Long métrage
En 2000, l'acteur Morgan Freeman acquiert les droits d'adaptation de la trilogie de Rama et exprime le désir de produire un premier film avec sa société de production Revelations Entertainment. Malgré un processus de développement plutôt fastidieux, que Freeman attribua à la difficulté de trouver des sources de financements, le film reste sur les rails en 2003. Puis, la base de données en ligne Internet Movie Database (IMDb) annonce une date de sortie pour 2009. David Fincher, le réalisateur pressenti pour le projet, rappelait lors d'un entretien en 2007 l'influence que le roman de Clarke avait eu sur des films comme Alien, le huitième passager et Star Trek. Le 26 mars 2008, l'auteur et scénariste Stel Pavlou (en) écrit sur son site web qu'il a terminé l'écriture d'un script, ne sachant cependant pas si ce dernier sera retenu par Fincher et Freeman. Or, à la fin de 2008, David Fincher fait part lors d'un entretien qu'« étant donné, d'une part, l'absence de script et, d'autre part, l'état de santé précaire de Morgan Freeman (victime d'un grave accident de voiture en août 2008), le projet avait peu de chance de se concrétiser ». Dans la foulée, IMDb note l'abandon du projet. Cependant, en 2011, Fincher avoue être toujours intéressé, bien qu'aucun scénario ne l'ait pour l'instant totalement convaincu. En décembre 2021, les producteurs Broderick Johnson et Andrew Kosove, en entrevue avec The Hollywood Reporter, annoncent que Denis Villeneuve réalisera un film basé sur ce roman.
Court métrage
En 2001, Aaron Ross, un étudiant de l'école Tisch School of the Arts, a réalisé un court-métrage inspiré du roman. En 2009, Phil Mahoney, compositeur et étudiant en design sonore de Vancouver Film School, a enregistré, édité et mixé une trame sonore pour le court-métrage de Ross,.